# Punto di flesso
     Intervallo di concavità
     Intervallo di convessità
     Punto di flesso (cambio di concavità)

Intervallo di concavità
Intervallo di convessità
Punto di flesso (cambio di concavità)

Un punto di flesso per una curva o funzione è un punto in cui si manifesta un cambiamento di convessità o di segno di curvatura. La definizione e lo studio dei punti di flesso fa largo uso del calcolo infinitesimale e più precisamente del concetto di derivata.

## Definizione

Un punto di flesso a tangente orizzontale

Un punto di flesso è definito in modo diverso a seconda del contesto.
- Per una funzione {\displaystyle f\colon I\to \mathbb {R} ,} derivabile su {\displaystyle I} intervallo, un punto di flesso è un punto {\displaystyle x\in I} tale che {\displaystyle f'} ha un estremo locale isolato in {\displaystyle x.} Se tutti gli estremi di {\displaystyle f'} sono isolati, allora questa definizione è equivalente a dire che il punto {\displaystyle x} è un punto di flesso se la retta tangente al punto {\displaystyle (x,f(x))} del grafico della funzione "attraversa" il grafico (cioè si incrocia con questo) ed è anche equivalente a dire che il punto di flesso è un punto in cui cambia la concavità della funzione.
- Se {\displaystyle f} è derivabile due volte su {\displaystyle I} la precedente definizione è equivalente a dire che il punto {\displaystyle x} è un punto di flesso se {\displaystyle f''} ha in {\displaystyle x} uno zero isolato e cambia segno.
- Per una curva descritta da equazioni parametriche un punto di flesso è un punto {\displaystyle P} della curva in cui la curvatura orientata cambia segno ed esiste un intorno di {\displaystyle P} in cui {\displaystyle P} è l'unico punto della curva in cui la curvatura orientata cambia segno.
- Per una curva algebrica un punto di flesso è un punto {\displaystyle P} non singolare della curva in cui la molteplicità dell'intersezione della retta tangente in {\displaystyle P} con la curva è dispari e maggiore di {\displaystyle 2.}

Un punto di flesso per una funzione derivabile può essere ascendente o discendente:
- è ascendente quando {\displaystyle f'} ha un minimo locale nel punto di flesso,
- è discendente quando {\displaystyle f'} ha un massimo locale nel punto di flesso.

Si osservi che il grafico di una funzione è un caso particolare di curva descritta da equazioni parametriche. 
Se gli estremi di {\displaystyle f'} non sono tutti isolati il seguente esempio mostra che non è equivalente chiedere che la retta tangente attraversi il grafico o che la funzione cambi concavità. Si consideri le funzioni {\displaystyle f(x)=x^{3}(1+1/2\sin(1/x))} e {\displaystyle g(x)=x^{2}(1+1/2\sin(1/x))}, entrambe estese in {\displaystyle x=0} ponendo {\displaystyle f(0)=g(0)=0.} I grafici di entrambe le funzioni hanno retta tangente {\displaystyle y=0} in {\displaystyle 0.} Nel caso della {\displaystyle f} la tangente attraversa il grafico della funzione, nel caso della {\displaystyle g} la tangente resta al di sotto del grafico della funzione. In entrambi i casi la funzione cambia concavità infinite volte in qualsiasi intorno di {\displaystyle 0.}

## Funzioni

### Flessi orizzontali, obliqui e verticali

Un punto di flesso a tangente obliqua

Sia {\displaystyle (x_{0},y_{0})} un punto di flesso per una funzione {\displaystyle f(x).} Se la tangente nel punto è orizzontale (cioè se {\displaystyle f'(x_{0})=0}) allora si parla di flesso orizzontale. 
Altrimenti si parla di flesso obliquo.
Se la funzione è derivabile due volte in tutti i punti in un intorno {\displaystyle I} di {\displaystyle x_{0}}, e la derivata prima {\displaystyle f'} tende a {\displaystyle +\infty } o a {\displaystyle -\infty } in {\displaystyle x_{0}}, si parla di "tangente verticale", e il punto è di flesso se la derivata seconda cambia segno e non si annulla in {\displaystyle I-\{x_{0}\}}. In tal caso si parla di flesso verticale.

### Precisazioni
Il "cambiare segno" della derivata seconda è da intendersi di un intorno: nel caso della funzione, questa ha flesso in {\displaystyle x_{0}} se esiste un intorno {\displaystyle H} di {\displaystyle x_{0}} tale che per ogni {\displaystyle x} di {\displaystyle H} con {\displaystyle x<x_{0}} si ha {\displaystyle f''(x)>0} (rispettivamente {\displaystyle <0}) e 
per ogni {\displaystyle x} di {\displaystyle H} con {\displaystyle x>x_{0}} si ha {\displaystyle f''(x)<0} (rispettivamente {\displaystyle >0}).

### Metodi risolutivi
Per verificare analiticamente se una funzione possiede punti di flesso, sotto l'ipotesi di esistenza della derivata seconda, si ricercano innanzitutto i valori di {\displaystyle x} per i quali quest'ultima si annulla: 
{\displaystyle ~f''(x)=0.}
La condizione che {\displaystyle f''(x_{0})=0} è necessaria ma non sufficiente a garantire l'esistenza di un flesso in {\displaystyle x_{0}}, perché la derivata seconda potrebbe non cambiare segno intorno a {\displaystyle x_{0}}: questo accade se la funzione presenta nel punto un contatto "superiore al secondo ordine" con la propria retta tangente.
Quindi si prosegue nell'analisi verificando che la derivata seconda cambi segno. Questo accade precisamente quando la prima derivata non nulla calcolata nel punto {\displaystyle x_{0}} successiva alla seconda è una derivata dispari.

### Proprietà
- Un punto di flesso è un punto stazionario se e solo se è orizzontale.
- In un punto di flesso la funzione ammette un "contatto almeno del secondo ordine" con la retta tangente.
- Esistono funzioni che non presentano punti di flesso: ad esempio quelle aventi come diagrammi linee rette, parabole e le funzioni polinomiali date da espressioni come {\displaystyle x^{2k}} per {\displaystyle k} intero positivo o da espressioni riconducibili a queste mediante traslazioni, omotetie, ... .

## Generalizzazioni

### Caso complesso
Nel caso di funzioni o curve considerate a variabile complessa, non è possibile dare una definizione del tutto analoga, perché i numeri complessi non hanno un ordinamento, e quindi non ha senso parlare di "cambiamento di segno" della derivata o curvatura.
Per questo motivo solitamente si definisce un punto di flesso per una curva o funzione come un punto in cui la retta tangente ha "molteplicità di intersezione" (cioè "ordine di contatto") con la curva almeno 3. Tale molteplicità è "di solito" 2, quindi i punti di flesso sono punti "eccezionali" della curva.